# لاوفی الافسدوتیر
لاوفی الافسدوتیر (انگلیسی: Laufey Ólafsdóttir؛ زادهٔ ۱۰ ژوئن ۱۹۸۱) بازیکن فوتبال اهل ایسلند است.
از باشگاه‌هایی که در آن بازی کرده‌است می‌توان به باشگاه ورزشی وستمانایا و باشگاه بریدابلیک اشاره کرد.
وی همچنین در تیم‌های ملی فوتبال زنان ایسلند بازی کرده‌است.